# فندق‌لی قشلاق
فندق‌لی قشلاق (به ترکی آذربایجانی: Fındıqlıqışlaq) یک منطقه مسکونی در جمهوری آذربایجان است که در شهرستان یاردیملی و در دهستان پشته‌سر واقع شده است.